# Malorosiski (Tijoretsk, Krasnodar)
Malorosiski (del ruso: Малороссийский) es un posiólok del raión de Tijoretsk del krai de Krasnodar, en Rusia. Está situado en las llanuras de Kubán-Priazov, en la orilla izquierda de la desembocadura del río Borisovka, afluente por la derecha del Chelbas, 21 km al sudeste de Tijoretsk y 123 km al nordeste de Krasnodar, la capital del krai. Tenía 1 704 habitantes en 2010
Pertenece al municipio Yugo-Sévernoye.

## Transporte
Por la localidad pasa la carretera federal M29 Cáucaso Pávlovskaya-frontera azerí.